# Tilly's Unsympathetic Uncle
Tilly's Unsympathetic Uncle è un cortometraggio muto del 1911 scritto e diretto da Lewin Fitzhamon.

## Trama
Tilly, in preda a un forte mal di denti, si vendica sullo zio.

## Produzione
Il film fu prodotto dalla Hepworth.

## Distribuzione
Distribuito dalla Hepworth, il film - un cortometraggio di 152,02 metri - uscì nelle sale cinematografiche britanniche nel febbraio 1911.
Si conoscono pochi dati del film che, prodotto dalla Hepworth, fu distrutto nel 1924 dallo stesso produttore, Cecil M. Hepworth. Fallito, in gravissime difficoltà finanziarie, il produttore pensò in questo modo di poter almeno recuperare il nitrato d'argento della pellicola.